# Cybernetic Transport Systems
 (janvier 2023).
 (janvier 2023).
Si vous disposez d'ouvrages ou d'articles de référence ou si vous connaissez des sites web de qualité traitant du thème abordé ici, merci de compléter l'article en donnant les références utiles à sa vérifiabilité et en les liant à la section « Notes et références ».
Les Cybernetic Transport Systems, ou CTS, sont une branche de systèmes de transport intelligents (ITS) proposée comme solution  au problème de la mobilité du dernier kilomètre.
Ces systèmes visent à améliorer la mobilité, tout en réduisant les effets négatifs de l'utilisation de voitures privées dans des villes comme la congestion, la pollution, l'utilisation de l'espace et les accidents, en complément des systèmes actuels de transport en commun, avec un service de transport pratique et efficace dans les zones urbaines et périurbaines, offrant ainsi une véritable alternative à la voiture privée.
Exemples de systèmes de transport cybernétiques :
- les systèmes automatisés de transport :
  - systèmes de transport individuels (Personal Rapid Transit, Cybercars)
  - systèmes de transport de masse (Automated People Mover, Trains automatisés)
- transport à la demande :
  - autopartage / covoiturage

Les systèmes de transport cybernétiques sont souvent associés au Cybercar.